# Нецень
Нецень, Нецені (рум. Nețeni) — село у повіті Бистриця-Несеуд в Румунії. Входить до складу комуни Мерішелу.
Село розташоване на відстані 313 км на північний захід від Бухареста, 13 км на південь від Бистриці, 70 км на схід від Клуж-Напоки.

## Населення
За даними перепису населення 2002 року у селі проживала 41 особа, усі — румуни. Усі жителі села рідною мовою назвали румунську.